# Cờ người

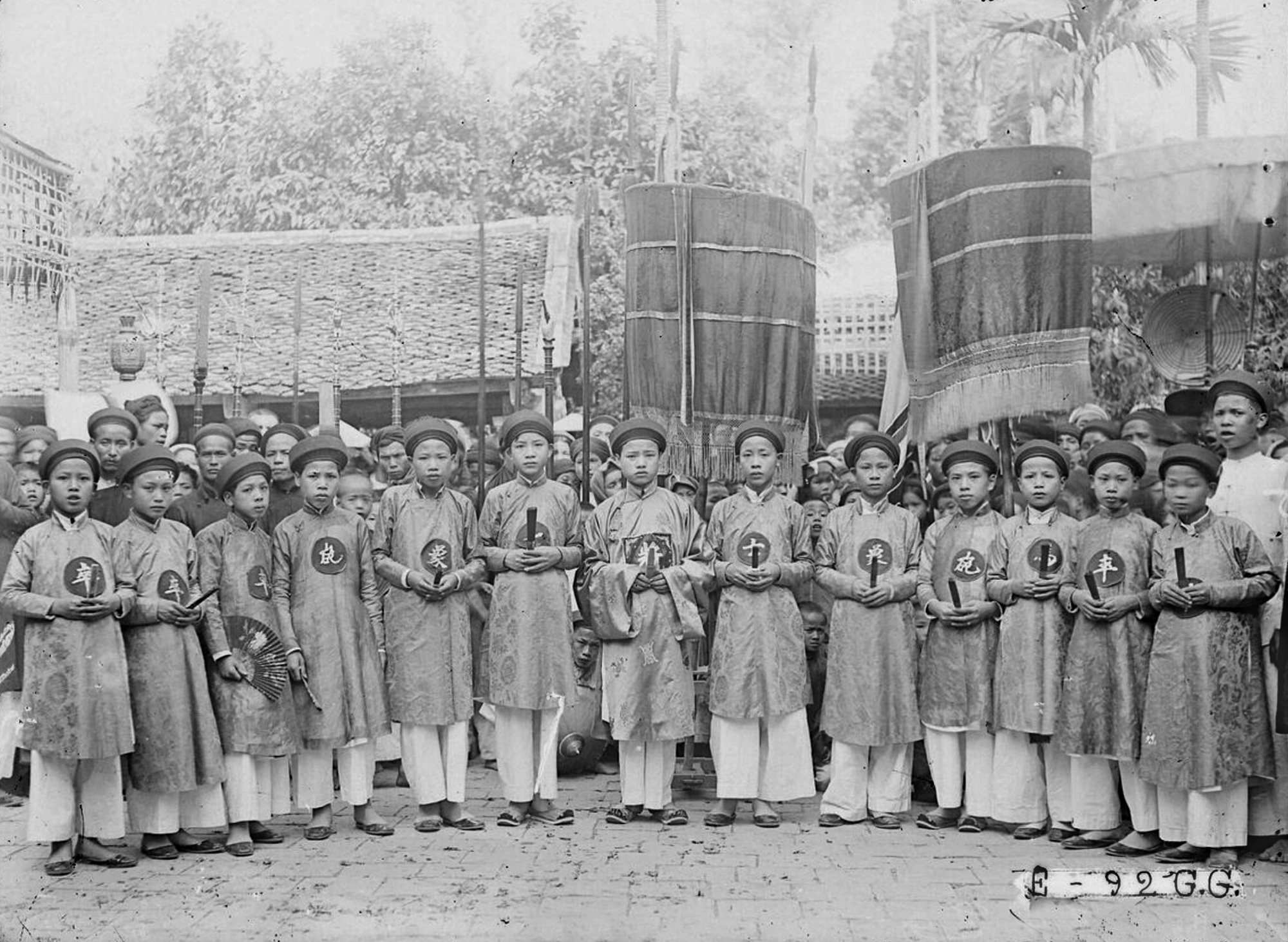
Cờ người ở Hà Đông, liên bang Đông Dương (khoảng năm 1928—1929).

Cờ người là một trong số những trò chơi dân gian diễn ra trong các dịp lễ hội của Việt Nam nói chung và vùng đồng bằng Bắc Bộ nói riêng, đặc biệt trong những ngày Tết Nguyên đán của dân tộc. Cờ người thực chất là một môn cờ tướng do người đóng thế thành các quân cờ. Chơi cờ người thường tụ hội rất đông người xem nhưng tất cả đều phải cố giữ im lặng để người chơi không bị phân tán.
Ở Bắc Bộ, cờ người gồm 16 quân cờ đỏ do 16 chàng trai thủ vai và 16 quân cờ xanh do 16 cô gái thủ vai. Tất cả 32 quân cờ ngồi trên một bàn cờ tướng vẽ ở một sân rộng, trong trang phục phù hợp với vai cờ của mình đóng. Bàn cờ được chọn là sân đất rộng hoặc sân đình, chùa. Còn ở Nam Bộ, võ sư Hồ Tường của môn phái Tân Khánh Bà Trà đã hình thành trò chơi cờ người võ thuật. Theo đó, các quân cờ trong trang phục bên xanh, bên đỏ tay cầm binh khí, ngồi trên bàn cờ là một tấm thảm trải trên khoảnh đất rộng.

## Ở miền Bắc
Trang phục trên sân cờ là màu quân đỏ (16 chàng trai) và màu quân xanh (16 cô gái). Trang phục của “quân cờ” phải chỉnh tề và thống nhất, Trước ngực và sau lưng áo đều in tên quân cờ: tướng, sĩ, tượng, xe, pháo, mã, tốt hoặc cầm theo các quân cờ làm bằng bảng gỗ có cán, tên các quân cờ được khắc lên bảng gỗ. Tướng đội mũ tướng soái, mặc triều phục bá quan văn võ, chân đi hài mũi cong, lọng che. Sĩ đội mũ cánh chuồn tua vàng. Tốt mặc áo lính, đội nón chóp nhọn. Trước khi cuộc thi diễn ra, các “quân cờ” sẽ tiến hành tập luyện các thế đi, đường võ để khi chuẩn bị xung trận biểu diễn cho từng thế cờ. Cứ mỗi nước đi, các quân cờ thường múa các điệu múa dân gian truyền thống, kèm các bài vè đặc trưng quen thuộc, Khi hai quân cờ ăn nhau thì quân cờ bị ăn bước ra khỏi bàn cờ và quân cờ đối phương sẽ thế vào vị trí quân cờ bị ăn. Hai người chơi cờ đứng trong sân cờ trực tiếp đến chỉ đạo từng quân cờ di chuyển, bên cạnh là một người đánh trống bỏi thúc giục. Cũng tương tự như luật cờ tướng, bên nào bị chiếu bí trước là thua.
Ở phường Mai Dịch (quận Cầu Giấy, Hà Nội) vẫn duy trì đều đặn sinh hoạt câu lạc bộ cờ vào những ngày nghỉ cuối tuần. Điều duy nhất cản trở sinh hoạt của Câu lạc bộ là việc vận động các bạn trẻ tham gia. Hiện, câu lạc bộ cờ của phường Mai Dịch có gần 30 thành viên, gồm nhiều thành phần, lứa tuổi. Tuy nhiên, việc duy trì hoạt động của câu lạc bộ này, phần nhiều phụ thuộc vào các bác đã lớn tuổi.

## Ở miền Nam
Ở Thành phố Hồ Chí Minh, võ sư Hồ Tường của môn phái Tân Khánh Bà Trà đã hình thành trò chơi cờ người võ thuật. Theo đó, các quân cờ trong trang phục bên xanh, bên đỏ tay cầm binh khí, ngồi trên bàn cờ là một tấm thảm trải trên khoảnh đất rộng. Một quân cờ di chuyển có thể bằng quyền cước hay bằng binh khí được thể hiện giữa tiếng trống chầu thúc giục. Khi hai quân cờ ăn nhau thì ra khu vực sông (ngăn cách hai bên quân cờ) mà đánh nhau bằng quyền cước hay bằng binh khí giữa những tiếng trống giòn giã. Sau một hai nước đi cờ lại có lời bình cờ để người xem biết được nước cờ cao thấp. Cuối cùng tướng của bên nào bị ăn là bên đó sẽ thua cuộc. Chương trình thi đấu cờ người võ thuật của võ sư Hồ Tường hấp dẫn người xem, nên được mời đi biểu diễn khắp Nam Bộ và Trung Bộ, trong các lễ hội. Từ một đội cờ người ban đầu, đến năm 2007, võ sư Hồ Tường đã hình thành thêm 3 đội cờ người khác do các học trò của ông phụ trách đế đáp ứng lại yêu cầu của nhiều nơi. Với công trạng đó, võ sư Hồ Tường được xem là người đã khôi phục và phát triển loại hình cờ người võ thuật tại Thành phố Hồ Chí Minh nói riêng và tại Việt Nam nói chung.